# Pavlovův dům
Pavlovův dům (rusky Дом Павлова) je cihlová trojposchoďová obytná budova stojící na okraji náměstí 9. ledna ve Volgogradu. Před druhou světovou válkou byla budova známa jako Dům odborníků. Nyní je nazván po jednom z hrdinských obránců z bitvy o Stalingrad.

## Historie budovy

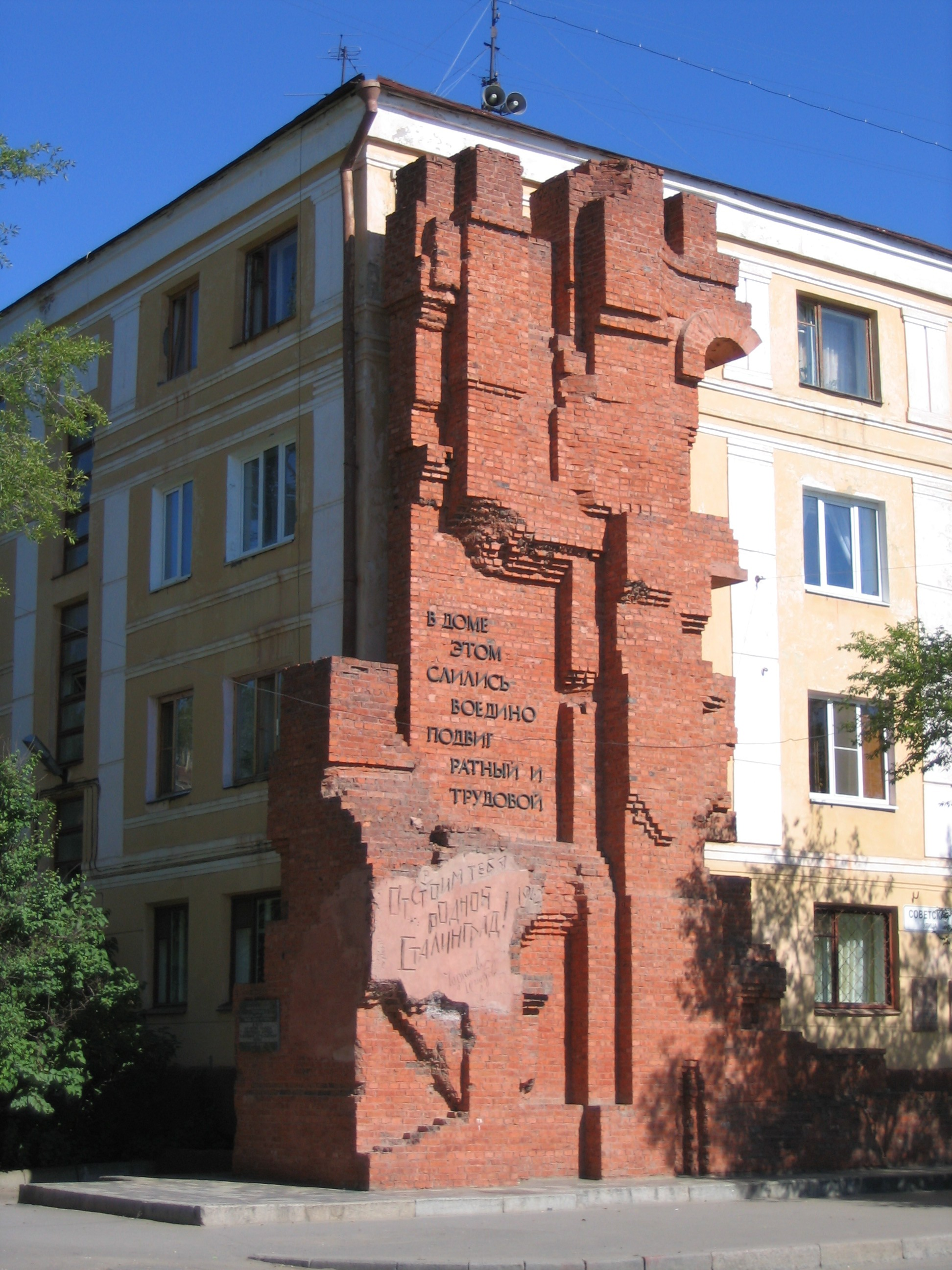
Současná podoba

Dům byl jedním z nejprestižnějších ve městě, před válkou ho obývali továrenští specialisté a pracovníci komunistické strany. Z vojenského hlediska měl dům nesmírnou hodnotu, protože přímo okolo něho vedla cesta k nedaleké řece Volze a z jeho oken bylo možné palbou z ručních zbraní pokrýt jedno z nejdůležitějších náměstí ve městě. To bylo hlavní příčinou toho, že velení sovětské 13. gardové střelecké divize označilo dům jako významný taktický bod a rozhodlo se jej prozkoumat. Úkolem byl pověřen Jakov Pavlov, spolu s dalšími třemi průzkumníky. V noci na 23. září 1942 pronikli do slabě bráněné budovy a zlikvidovali nepřátelské německé kulometné družstvo. Průzkumníci pak bránili dům do 3. října 1942, kdy jim přišel na pomoc zbytek jejich roty.
Od 3. října do 25. listopadu (58 dní) dům bránilo v obklíčení celkem 23 sovětských vojáků, průměrně jich však bylo jen 15 bojeschopných. Budovu v přestávkách mezi boji obehnali ostnatým drátem a minami, do oken umístili kulomety, na obranu před tanky přinesli protitankové pušky a dva minomety. Dům byl pravidelně pod palbou německého dělostřelectva a minometů, několikrát ho napadlo i letectvo. Během celé doby, kdy se bojovalo, žilo ve sklepení domu několik civilistů, kteří snášeli příkoří bojů o Stalingrad spolu s obránci budovy. V rukou sovětských vojáků pak dům zůstal až do konce bitvy o Stalingrad. V plánech a mapách, které byly po kapitulaci ukořistěné německým vojskům, byl Pavlovův dům vedený jako sovětská pevnost. Na počest seržanta Pavlova dostal dům jméno „Pavlovův dům“.

## Symbol vytrvalosti
Pavlovův dům se stal nehynoucím symbolem vytrvalosti a mužnosti obránců Stalingradu. Bráněný jen hrstkou obránců vytrval a nepadl ani v těch nejtěžších bojích do rukou nepřítele. Po válce byl částečně zrekonstruován a zakonzervován, východní část budovy, která je dnes muzeem, má podobu jako v době bojů.
Tento dům se stal rovněž stěžejním motivem ruského filmu Stalingrad (2013).